# Scarus scaber
Poisson-perroquet à cinq selles
Espèce
Statut de conservation UICN

 LC  : Préoccupation mineure
Scarus scaber est une espèce de poissons-perroquets tropicaux, de la famille des Scaridae. On l'appelle souvent « Poisson-perroquet à cinq selles » en français.

## Description et caractéristiques
La phase initiale est grisâtre avec 3 à 5 « selles » jaune vif sur le dos ; la tête est verdâtre et certaines extrémités rouges. La phase terminale (mâle) est bleu-vert, avec la moitié supérieure de la tête bleu sombre (parfois violacé), le reste du dos verdâtre et le ventre bleu. Les nageoires sont bleues avec une bande rose, qui est une fourche sur la nageoire caudale. La taille maximale atteint 50 cm.

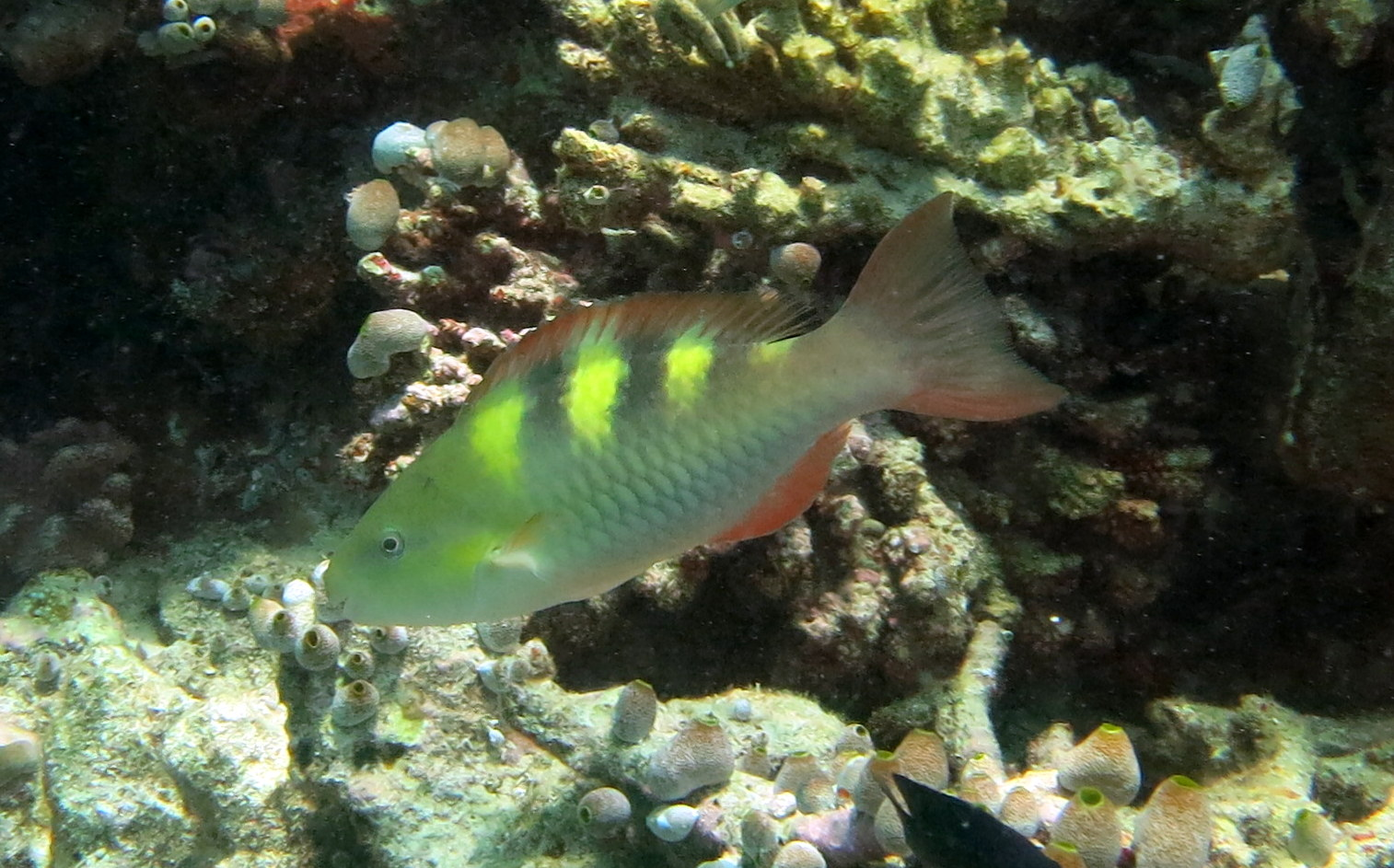
Phase initiale (femelle)
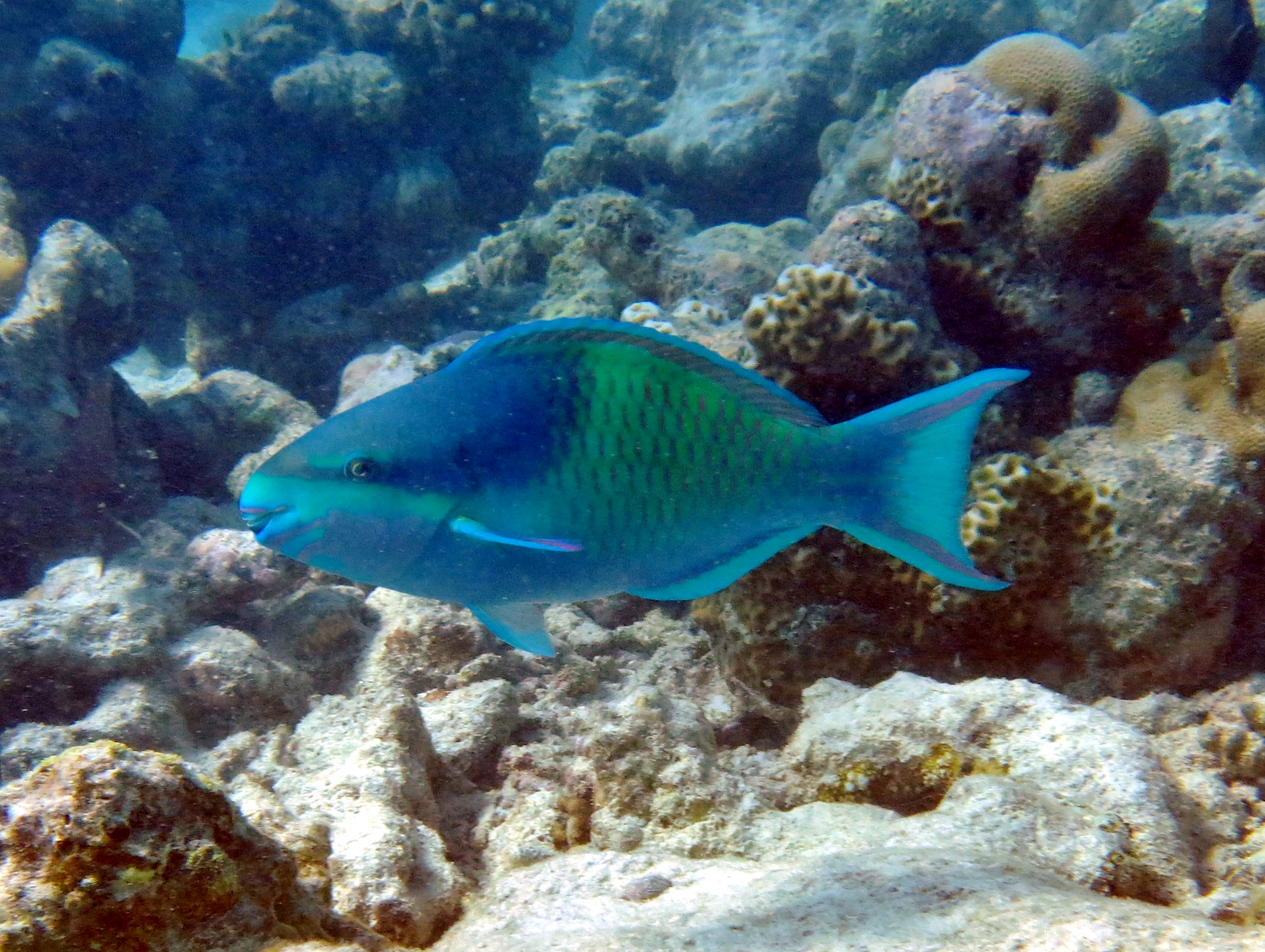
Phase finale (mâle)

## Habitat et répartition
Cette espèce se trouve dans l'Océan Indien tropical, de la Mer Rouge à la Thaïlande.